# 相生町 (津市)
相生町（あいおいちょう）は、三重県津市の町名。郵便番号は514-0017。

## 歴史
1909年4月、被差別部落のみからなる三重県安濃郡塔世村が、同郡建部村とともに津市に合併し、相生町、愛宕町となる。
1924年4月、相生町に市立保育園ができる。同年6月、相生町、愛宕町の隣接地域に津市伝染病院が設置されたため、相生町民5名（桑名、池田、桑名、黒田、鳥尾）が代表となり、380余名の署名を集め、市長宛に移転要求を出す。同年9月、津市の差別事件で、相生町民・三重県水平社同人約120名が、安濃津地方裁判所の第2回口頭弁論を傍聴する。
1926年7月16日、相生町に公会堂が建設され、落成式を挙行する。
牛肉商の柏木姓の男が1927年5月21日夜に相生町の水平社本部で、ほか数名の同社員と共に三重県河芸郡一身田町の西田姓の男に対し、かねて水平社同人に差別的言辞を用いた理由を詰問中、その答弁に憤激し、持ち合わせていた煙管で同人左顱頂部を殴打し、治療6日を要する傷害事件が発生する。
2020年9月、相生町自治会長の男が津市役所職員に不当な要求を繰り返した他、自治会などに対する補助金を詐取した事件（津市相生町自治会長事件）が示現舎により報じられる。

## 経済

### 産業
商工業者
かつて存在した商工業者は、皮革商、牛馬豚生皮販売、洗濯石鹸製造業の里見、皮革問屋、牛馬豚生皮販売の藤本、狐狸犬猫小獣生皮販売の北尾、米穀の朝井、獣肉販売の柏木・岸田、海産物の岡部、青物及び乾物販売の黒田、金銭貸付の佐竹などがいた。

## 地域

### 施設
- 相愛保育園 - 1948年、創設[8]。
- 津市共同浴場 さくらゆ